# 28396 Eymann
28396 Eymann (1999 RY44) là một tiểu hành tinh vành đai chính được phát hiện ngày 13 tháng 9 năm 1999 bởi A. Klotz ở Guitalens.